# Stactobia fuscicornis
Stactobia fuscicornis är en nattsländeart som först beskrevs av Schneider 1845.  Stactobia fuscicornis ingår i släktet Stactobia och familjen smånattsländor. Inga underarter finns listade i Catalogue of Life.